# Olivia Rochette

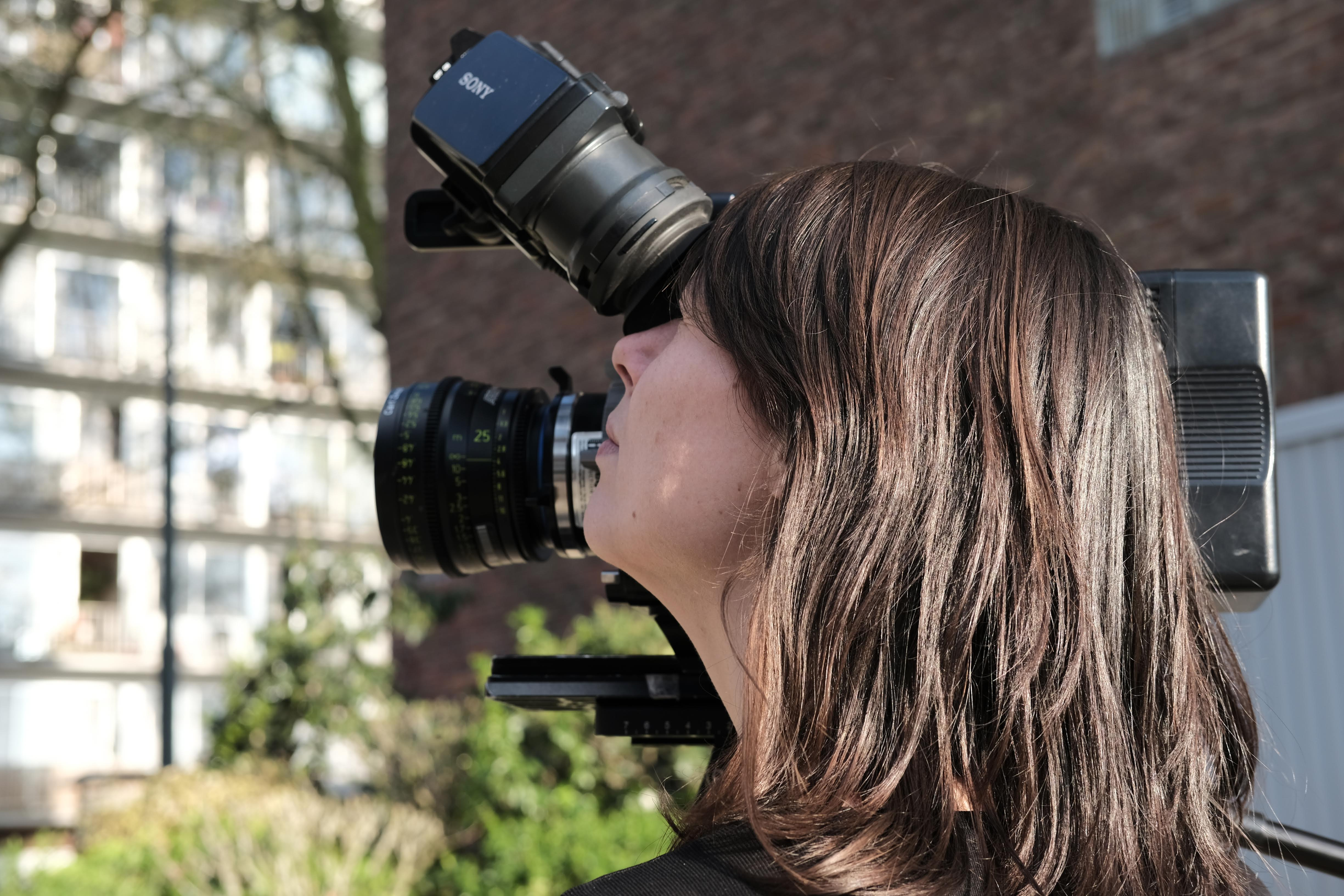
Olivia Rochette achter de camera tijdens het filmen van Kind Hearts (2022).

Olivia Rochette (Bonheiden, 12 mei 1987) is een Belgische documentairemaakster, regisseuse en cameravrouw. Ze woont en werkt in Brussel.

## Opleiding
Rochette studeerde film aan het KASK / School of Arts Gent.
Op school vormde ze een regisseursduo met medeleerling Gerard-Jan Claes. Hun eerste gezamenlijke film is Metro (2008).
Hun afstudeerwerk Because We Are Visual (2010), een middellange documentaire, is een montage van vlogs en de vroege home-video's op YouTube. De film werd vertoond op nationale en internationale filmfestivals zoals het International Film Festival Rotterdam, IDFA of International Documentary Festival Amsterdam, Videoex (Zürich, Zwitserland), en werd tentoongesteld in musea zoals S.M.A.K. (Gent, België) en MAC's (Grand-Hornu, België). Met hun afstudeerproject film wonnen ze een Wildcard van het Vlaams Audiovisueel Fonds, wat hen financieel de mogelijkheid gaf om aan de film Grands travaux te beginnen werken.

## Filmcarrière

### Rain
In 2012 voltooide ze samen met Claes Rain, een documentaire over de uitvoering van de hedendaagse choreografie Rain van Anne Teresa De Keersmaeker door het Ballet de l'Opéra national de Paris. De documentaire toont hoe De Keersmaeker en haar Rosas-dansers de danstaal van de choreografe overbrengen op de klassiek geschoolde balletdansers. Het toonde ook de hiërarchische structuur van een instelling zoals de Opéra en de fricties achter de schermen.

### Grands travaux
Van 2013 tot 2016 was ze samen met Claes artist in residence in de Beursschouwburg in Brussel. In 2016 sloten ze hun residentie af met een voorstelling van Grands travaux  in het kader van het Kunstenfestivaldesarts. Grands travaux speelt zich af in het Instituut Anneessens-Funck, een Nederlandstalige beroepsschool in het centrum van Brussel. Tijdens de draaiperiode kwam die in het nieuws kwam doordat een leerling van de school mede verantwoordelijk was voor de aanslag aan het Stade de France in Parijs op 13 november 2015. De hoofdpersonages zijn de leerlingen Ahmadou Barry, Mamadou Diallo, Achmed Xussein en Mohamed Abdi. De film documenteert en ensceneert de praktische opdrachten en de lessen op school, het voetbal, hun prille liefdesleven, alsook de voortdurende zoektocht naar huisvesting en tewerkstelling. Ook de stad Brussel diende tot inspiratie, zo zei Rochette in een interview: "Brussel (leeft) in een permanente staat van verandering. Die ongrijpbare veelvormigheid trekt ons erg aan als filmmakers". Grands travaux beleefde zijn internationale première in 2017 op het International Film Festival Rotterdam.

### Mitten
De film Mitten (2019), volgt de laatste weken van de repetitie van Mitten wir im Leben sind, een voorstelling van Anne Teresa De Keersmaeker, haar gezelschap Rosas en cellist Jean-Guihen Queyras, gebaseerd op de zes cellosuites van Johann Sebastian Bach. Ze filmden tijdens een afgebakende periode in 2017, in Brussel in juni en juli en eind augustus in Gladbeck. De documentaire biedt inzicht in de structurele opbouw van de voorstelling. Ze kozen er bewust voor om geen interviews af te nemen of met een voice-over te werken, maar hielden het bij observatie. Het ligt volgens Rochette niet in hun "aard als filmmakers om alle facetten te belichten en alle betrokkenen aan het woord te laten". De film is bekroond met twee prijzen: Beste Documentaire op Dancescreen 2019 (Wuppertal) en Beste Documentaire op InShadow Lisbon Screendance Festival.

### Kind Hearts
In 2019 en 2020 werken ze aan een nieuwe film, Kind Hearts, geproduceerd door Accattone films. Rochette en Claes volgen een jong Brussels koppel, Billie en Lucas in de overgang van middelbare school naar de universiteit. Ze bezochten vele scholen en vonden "hun" koppel uiteindelijk in hoofdrolspelers Billie (Billie Meeussen) en Lucas (Lucas Roefmans). Zij spreken met elkaar en met vrienden over de toekomst, relatietwijfels en hun verwachtingen over het volwassen leven. De film schetst een portret van een eerste liefde en de onzekerheden die daarmee gepaard gaan. De film won beste film in de categorie "Generation" op de Berlinale in 2022. Recensies prijzen onder andere de naadloze samensmelting van fictie en documentaire, die het geheel een air van improvisatie geeft en de gevoelens van "ontroering, pijnlijke herkenbaarheid, en stilmakende melancholie" die het werk oproept.

### Projecten
Van 2009 tot en met 2019 werken ze op regelmatige basis voor Rosas, het dansgezelschap van Anne Teresa De Keersmaeker. Ze capteren voorstellingen, filmen repetities en maken trailers voor de dansvoorstellingen.
In 2013 richtte Rochette, samen met Gerard-Jan Claes en enkele bevriende filmmakers Sabzian op, een online platform voor Nederlandstalige filmkritiek. Deze website wil een cinefiele landkaart zijn voor België en omstreken en heeft een gecureerde, Engelstalige agenda.
In 2020 staat ze samen met Gerard-Jan Claes en Ruben Desiere aan de wieg van het Belgische video-on-demand platform Avila. Via deze site kan de gebruiker werk van menig Belgisch filmmaker, waaronder Chantal Akerman, de broers Jean-Pierre en Luc Dardenne, Jean Harlez en Johan Grimonprez, huren en bekijken.

## Vorm
Het regisseursduo koos van in het begin van hun loopbaan voor de vorm van documentaire. Hun vertrekpunt is altijd observatie, maar ze gaan daarbij steeds op zoek naar een bepaalde schriftuur; naar ritme en compositie.
Rochette, die de camera hanteert, filmt bijna altijd met een vast kader. Zo bestaat Grands travaux bijna uitsluitend uit 'medium' shots. Het werken met een vaste lens op een statief zorgt voor beperkingen, het is het tegendeel van point and shoot. Deze keuze dwingt de makers om na te denken over het kader en over hoe ze iets gaan verbeelden. Zo zegt Rochette: "Je moet een positie innemen. Kiezen voor een bepaalde camera werkt tegelijkertijd beperkend en bevrijdend, aangezien een deel van de vele mogelijkheden erdoor wordt geëlimineerd."
Zowel Rochette als Claes zeiden in interviews dat ze niet graag op voorhand dingen vastleggen. In de voorbereiding werken ze niet met een vast script, maar verzamelen ze foto's, muziek, eigen reflecties, citaten, enzovoort, die relevant kunnen zijn voor de film; dat vormt het losse kader waarmee ze werken. Dit concept wordt door de Franse documentairemaker Nicolas Philibert “programmer le hasard” ("het toeval programmeren") genoemd.
Een terugkerend thema in hun werk is 'jeugdigheid'. Zowel in Because We Are Visual, Grand travaux en in hun huidige project Kind Hearts filmen Rochette en Claes met en over jongeren. In Rain lag de focus op de jonge balletdanseres Léonore Baulac.

## Filmografie
Alle films in co-regie met Gerard-Jan Claes:
- Zwanenzang (2008, kortfilm)
- Metro (2008, kortfilm)
- George & Henriette (2008, kortfilm)
- A Portrait of My Queen Karo (2009, kortfilm)
- Because We Are Visual (2010, kortfilm)
- Rain (2011, documentaire)
- Grand travaux (2017, documentaire)
- Mitten (2019, documentaire)
- Kind Hearts (2022, documentaire)